# Aire urbaine de Saint-Denis
L'aire urbaine de Saint-Denis est une aire urbaine française centrée sur la commune de Saint-Denis, dans le département et région d'outre-mer de La Réunion. Composée de trois communes, Saint-Denis, Sainte-Marie et Sainte-Suzanne, elle comptait 199 222 habitants en 2012. Sa superficie est de 295,8 km².
En 2012, elle se classe 49e au rang national (dans sa définition 2010) au regard de la population et au 1er rang à La Réunion, devant celle de Saint-Paul.

## Communes
Liste des communes appartenant à l'aire urbaine de Saint-Denis selon la délimitation de 2010 :
| Code INSEE | Commune        | Catégorie                                         | Superficie (km²) | Population (2015) | Densité (2015) (hab./km²) |
| ---------- | -------------- | ------------------------------------------------- | ---------------- | ----------------- | ------------------------- |
| 97411      | Saint-Denis    | Commune appartenant à un grand pôle               | +0142,79         | +0146 985,        | +1 029,                   |
| 97418      | Sainte-Marie   | Commune appartenant à un grand pôle               | +0087,21         | +0032 940,        | +0378,                    |
| 97420      | Sainte-Suzanne | Commune appartenant à la couronne d'un grand pôle | +0058,84         | +0023 068,        | +0392,                    |

## Histoire
L'aire urbaine de Saint-Denis a été délimitée pour la première fois en 2010, à l'occasion du recensement de la population de 2008. Elle fait partie des grandes aires urbaines, dans la mesure où le pôle urbain a plus de 10 000 emplois.

## Évolution démographique
L'évolution démographique ci-dessous concerne l'aire urbaine dans la délimitation de 2010.
| 1967    | 1974    | 1982    | 1990    | 1999    | 2007    | 2012    | 2013    |
| ------- | ------- | ------- | ------- | ------- | ------- | ------- | ------- |
| 110 962 | 132 062 | 139 519 | 156 852 | 176 283 | 193 732 | 199 222 | 197 256 |

| 2015    | - | - | - | - | - | - | - |
| ------- | - | - | - | - | - | - | - |
| 202 993 | - | - | - | - | - | - | - |